# Skolpatrull

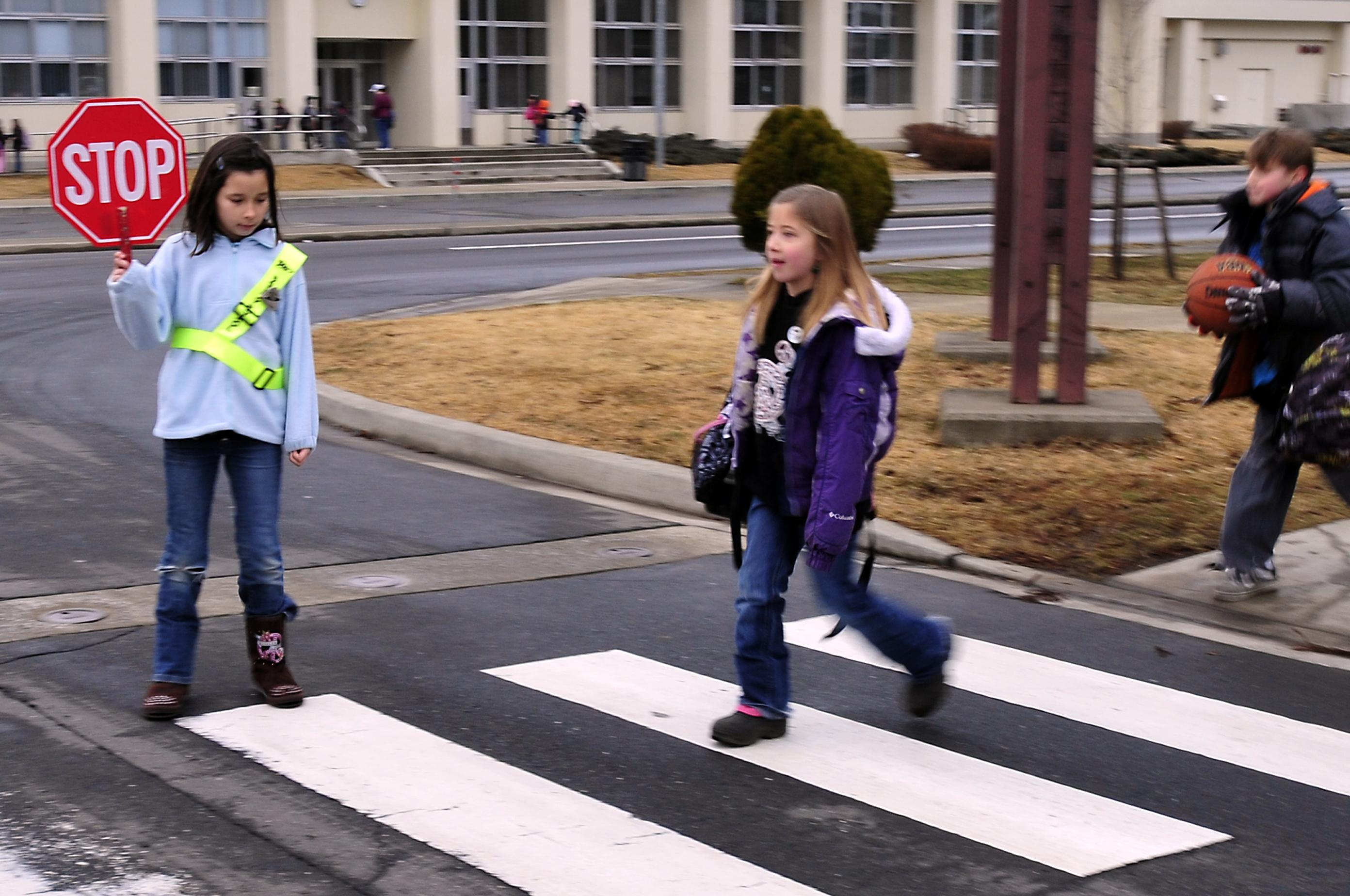
En tioåring som ingår i skolpatrullen.

En skolpatrull är en verksamhet i trafikmiljö där frivilliga elever hjälper andra elever på vägen till och från skolorna. De finns i flera länder, och försöker bidra aktivt till för att öka trafiksäkerheten på barnens skolväg.
I Sverige benämndes verksamheten skolpolis fram till 1974. Skolpatrulleleverna står på sina patrullställen varje vardagsmorgon som också är skoldag oavsett vilket väder som råder, utom om det är för kallt. De som vill delta anmäler sitt intresse, och de utvalda får sedan en extra utbildning i trafikkunskap som en lärare och polisen har hand om. De svenska skolpatrullerna brukar rekryteras i grundskolans årskurs 5 och tjänstgöra i årskurs 6. Skolornas rektorer har det yttersta ansvaret.
Skolpatrullernas vara eller icke vara i Sverige debatteras. Flera trafiksäkerhetsorgan vill att dagens 12-åriga skolpoliser ersätts av vuxna. Nationalföreningen för trafiksäkerhetens främjande (NTF), som tidigare varit positiva till verksamheten, har ändrat åsikt. De anser att det borde vara vuxna eller gymnasieelever, eftersom det finns en viss risk.

## Arbete
Skolpatrullerna har inga befogenheter att stoppa trafik. De ingriper inte i vad som sker i trafiken. Deras uppgift är att uppmärksamma fordonsförare att det finns barn i trafiken, och säkert hjälpa barnen över vägen.
När till exempel en bil finns nära ett övergångsställe, varnar skolpatrullerna de gående genom att sträcka ut sina armar, vilket betyder att ingen får passera. Är gatan fri går skolpatrullerna åt sidan för att släppa fram sina skolkamrater. Skyldigheten för fordon att lämna företräde för gående vid ett övergångsställe gäller dock oavsett om det är skolpatrull där eller inte.

## Historia

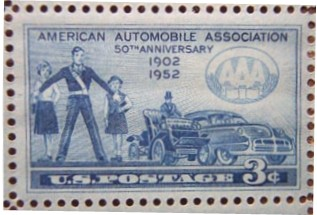
Skolpatrull på amerikanskt frimärke från 1952

Idén med skolpolis kommer ursprungligen från Detroit i USA då en lärarinna år 1919 organiserade trafikpatruller bland sina elever i syfte att minska trafikolyckorna bland barn på väg till och från skolan. Under 1940-talet kom verksamheten till europeiska länder. En dansk polisman fick höra talas om skolpolisverksamhet 1948 och startade sådan i Köpenhamn i Danmark. I Oslo i Norge infördes skolpoliser 1952. I Sverige har skolpatrullerna funnits sedan början av 1950-talet, där det infördes vid Skanskvarnsskolan i Stockholm 1950, och upphörde i samma stad 2013. 1953 utfärdade Skolöverstyrelsen anvisningar om den svenska skolpolisverksamheten.